# Dajç, Shkodër
Dajç, Shkodër là một xã trong quận Shkodër thuộc hạt Shkodër, Albania. Dân số năm 2005 là 5581 người.